# Tertiaire Kempen
Onder de Tertiaire Kempen wordt gewoonlijk de langgerekte reeks getuigenheuvels verstaan die vanaf Houthalen in zuidwestelijke richting tot voorbij Diest loopt en welke afzettingen in het tertiair werden gevormd.
De Tertiaire Kempen vormen globaal de afscheiding tussen de zandige Kempen en de hoger gelegen gebieden als Haspengouw en Hageland.